# تروي روزاريو
تروي روزاريو (20 يناير 1992 بماندالويونغ في الفلبين - ) هو لاعب كرة سلة فلبيني في مركز هجوم قوي الجسم. لعب مع تي إن تي كاتروبا.

## وصلات خارجية
- تروي روزاريو على موقع الاتحاد الدولي لكرة السلة (الإنجليزية)
- تروي روزاريو على موقع كرة السلة الأوروبية.كوم (الإنجليزية)
- تروي روزاريو على موقع ريلجم (الإنجليزية)
- تروي روزاريو على موقع بروبوليرز (الإنجليزية)
- تروي روزاريو على موقع سبورتس رفرنس (الإنجليزية)